# 鳥居清満 (3代目)
三代目 鳥居清満（さんだいめ とりい きよみつ、天保3年12月14日〈1833年2月3日〉 - 明治25年〈1892年〉8月19日）とは、江戸時代末期から明治時代にかけての浮世絵師。鳥居派六代目当主。

## 来歴
二代目鳥居清満の門人でその長男。江戸の生れで幼名は亀次郎、俗称栄蔵。初名を清芳と称す。父二代目清満に絵を学ぶ。明治元年（1868年）に父が没した後、その跡を継いで三代目清満を襲名し鳥居家六代目を継いだ。主に芝居の看板絵、番付絵を描く。作は肉筆画「漂流奇譚西洋劇」などがあるが、錦絵は見当たらない。享年61。墓所は東京都豊島区の染井墓地、法名は円満院栄昌信士。